# Steve Jablonsky
Steve Jablonsky (1970. október 9. –) amerikai film- és videójáték-zeneszerző. A sziget című film óta Michael Bay összes filmjénél (Akár rendezője, akár csak producere volt.) ő a felelős a zenei anyagért. Olyan filmekhez is kötődik a neve, minta A texasi láncfűrészes (2003), a Gőzfiú (2004), A sziget (2005), a Transformers (2007), a D-War - Sárkányháború (2007), a Transformers: A bukottak bosszúja (2009) és a Transformers 3. (2011). Közreműködött többek között az Amerika kommandó: Világrendőrség című filmnél (2004), illetve videójátékok zenéket is készített. (Metal Gear Solid 2: Sons of Liberty) Nem csak a BBC Seven Wonders of the Industrial World televíziós sorozatának, de a Született feleségeknek is ő írja a zenéjét. (A negyedik epizód óta, 2004-napjainkig). A Pearl Harbor – Égi háborúhoz írt "Trailblazing" című szerzeménye a WrestleMania X8 és WrestleMania XIX nyitódala volt.
Steve volt felelős Command & Conquer 3: Tiberium Wars zenei anyagáét, a korábbi részek zenéjét szerző Frank Klepacki helyett, ő ugyanis a Universe at War: Earth Assault című játék audio részével foglalkozott akkoriban.
Kaliforniában a Berkeley egyetemen tanulta szakmáját és Remote Control Productionsnál folytatta. (Hans Zimmer produkciós cége.) Itt lehetősége volt tanulni az ott dolgozó Hans Zimmertől, Harry Gregson-Williamstől, Nick Glennie-Smithtől és Klaus Badelttől.

## Diszkográfia

### Filmek
| Év   | Film címe                                    | Megjegyzések                                                                         |
| ---- | -------------------------------------------- | ------------------------------------------------------------------------------------ |
| 2001 | Pearl Harbor – Égi háború                    | Nincs                                                                                |
| 2002 | The Hire: Hostage                            | Rövidfilm a BMW számára, a rendező John Woo, a producer Ridley és Tony Scott         |
| 2002 | Szilaj, a vad völgy paripája                 | Nincs                                                                                |
| 2003 | A texasi láncfűrészes (film)                 | Elnyerte a BMI díját                                                                 |
| 2003 | A Nap könnyei                                | Hans Zimmerrel közösen, a rendező Antoine Fuqua,                                     |
| 2003 | A Karib-tenger kalózai: A Fekete Gyöngy átka | A rendező Gore Verbinski                                                             |
| 2003 | Bad Boys 2. - Már megint a rosszfiúk         | A rendező Michael Bay                                                                |
| 2004 | Gőzfiú                                       | A rendező Katsuhiro Otomo                                                            |
| 2005 | A rettegés háza (film, 2005)                 | A producer Michael Bay                                                               |
| 2005 | A sziget                                     | A rendező Michael Bay                                                                |
| 2006 | A texasi láncfűrészes mészárlás: A kezdet    | A producer Michael Bay                                                               |
| 2007 | Transformers (film, 2007)                    | A rendező Michael Bay, a zenei anyag producere Hans Zimmer, ami elnyerte a BMI díját |
| 2007 | D-War - Sárkányháború                        | Nincs                                                                                |
| 2007 | Országúti ámokfutó                           | A producer Michael Bay                                                               |
| 2009 | Péntek 13. (film, 2009)                      | A producer Michael Bay                                                               |
| 2009 | Transformers: A bukottak bosszúja            | A rendező Michael Bay, a zenei anyag producere Hans Zimmer                           |
| 2010 | Rémálom az Elm utcában (film, 2010)          | A producer Michael Bay                                                               |
| 2011 | Király!                                      | Nincs                                                                                |
| 2011 | Transformers 3.                              | A rendező Michael Bay, a zenei anyag producere Hans Zimmer                           |
| 2012 | Csatahajó                                    | A rendező Peter Berg                                                                 |
| 2013 | Végjáték                                     | Nincs                                                                                |
| 2013 | Gengszterosztag                              | A rendező Gavin Hood                                                                 |
| 2013 | Izomagyak                                    | A rendező Michael Bay                                                                |
| 2013 | A túlélő                                     | A rendező Peter Berg                                                                 |
| 2014 | Transformers: A kihalás kora                 | A rendező Michael Bay, a zenei anyag producere Hans Zimmer                           |
| 2015 | Az utolsó boszorkányvadász                   | A rendező Breck Eisner                                                               |
| 2016 | Tini Nindzsa Teknőcök: Elő az árnyékból!     | A rendező Dave Green                                                                 |
| 2016 | Háborgó mélység                              | A rendező Peter Berg                                                                 |
| 2017 | Transformers: Az utolsó lovag                | A rendező Michael Bay, a zenei anyag producere Hans Zimmer                           |

### Videójátékok
| Év   | Játék címe                            | Megjegyzések                                                                            |
| ---- | ------------------------------------- | --------------------------------------------------------------------------------------- |
| 2001 | Metal Gear Solid 2: Sons of Liberty   | A zenét Harry Gregson-Williams szerezte, E3 - legjobb eredeti zenemű kategóriában nyert |
| 2007 | Command & Conquer 3: Tiberium Wars    | Trevor Morrissal közösen                                                                |
| 2007 | Transformers: The Game                | Nincs                                                                                   |
| 2008 | Gears of War 2                        | Nincs                                                                                   |
| 2009 | The Sims 3                            | Reklámban is felhasználták                                                              |
| 2009 | The Sims 3: A világ körül             | Nincs                                                                                   |
| 2009 | Transformers: Revenge of the Fallen   | Bobby Tahourival közösen                                                                |
| 2010 | Prince of Persia: The Forgotten Sands | Nincs                                                                                   |
| 2010 | The Sims 3: Állomállások              | Nincs                                                                                   |
| 2010 | The Sims 3: Leszáll az éj             | Nincs                                                                                   |
| 2011 | The Sims 3: Nemzedékek                | Nincs                                                                                   |
| 2011 | Gears of War 3                        | Nincs                                                                                   |